# Poa aequatoriensis
Poa aequatoriensis là một loài cỏ trong họ hòa thảo, thuộc chi poa.